# Abdelhadi Boutaleb
Pour les articles homonymes, voir Boutaleb.
Ne doit pas être confondu avec Abdelhafid Boutaleb.
Abdelhadi Boutaleb, né le 23 décembre 1923 à Fès et mort le 16 décembre 2009 à Rabat (enterré à Casablanca), est un homme d’État et professeur universitaire marocain. 
Il fut plusieurs fois ministre et résistant, membre éminent du Parti Choura et l'Istiqlal (Parti démocrate de l'indépendance), adversaire du Parti de l'Istiqlal. Il est l'un des acteurs des négociations d'Aix-les-Bains pour l'indépendance du Maroc.
Il est aussi membre fondateur (avec Mehdi Ben Barka) de l'Union nationale des forces populaires (UNFP) en 1959, principal parti politique de gauche marocaine.

## Biographie
Il obtient une licence et un doctorat en droit musulman de l’université Al Quaraouiyine. Docteur en droit et professeur à la faculté de droit Casa-Rabat (droit constitutionnel et régimes politiques), il est l’un des professeurs du futur roi Hassan II, alors prince héritier et du roi Mohammed VI. 
En 1948, il est l'un des fondateurs du parti Parti démocratique et de l'indépendance (Parti de la Choura et de l'Istiqlal), duquel il sera membre du bureau politique jusqu’en 1959. Rédacteur en chef du journal Arraey Al Am (L'Opinion Publique), en 1951, il devient membre de la délégation marocaine à la conférence des Nations unies au Palais Chaillot, à Paris. 
Un des dirigeants du mouvement qui lutta contre la colonisation française quand les Français avaient forcé le Roi Mohammed V à l’exil, il est en 1953-1954, assigné à résidence à Casablanca par le protectorat français. En 1954, il préside la délégation du parti (PDI) à Paris, dont la mission était de sensibiliser les milieux politiques et parlementaires français à propos de l’indépendance du Maroc. 
Il participa en 1955 aux négociations d’Aix-les-Bains sur l’indépendance du pays et le retour de Mohammed V. Exilé à Antsirabe (Madagascar), il assume plusieurs responsabilités gouvernementales et mène d’autres activités politiques après le retour du Roi Mohammed V de son exil. La même année, il est nommé par Mohammed V ministre de l’Emploi et des Affaires sociales sous le gouvernement Bekkay Ben M'barek Lahbil, le premier gouvernement de l’indépendance. 
En 1959-1960, il participe à la création du parti de l’Union nationale des forces populaires (UNFP) et est l’un de ses secrétaires généraux. En 1960, il représente le Maroc à la Conférence des peuples africains, tenue à Tunis. Il est nommé le 12 février 1962, ambassadeur à Damas avec pour mission de réconcilier la Syrie et l'Égypte.
De 1961 à 1967, sous divers gouvernements du Conseil Hassan II, il est ministre de l’Information, de la Jeunesse et des Sports, ministre du Sahara et de la Mauritanie, ministre délégué auprès du Premier ministre, porte-parole du gouvernement et ministre chargé des Affaires du parlement, ministre de la Justice, ministre de l’Éducation nationale, ministre de l’Information, et ministre des Affaires étrangères et ministre d’État. De 1963 à 1965, dans le gouvernement Ahmed Bahnini, il est nommé ministre délégué auprès du Premier ministre, puis ministre de la Justice lors du remaniement 20 août 1964 ; puis de 1967-1971, sous le gouvernement Benhima/Laraki, il devient ministre de l’Éducation nationale et des Beaux-arts.
Élu président du Parlement en 1970, maître de conférences à la faculté de droit à Rabat (droit constitutionnel et régimes politiques) (1971), il est ambassadeur du Maroc aux États-Unis et au Mexique   de 1974 à 1976 puis devient conseiller du roi Hassan II et, en 1978, ministre d’État chargé de l’Information. 
Maître professeur de chaire à la faculté de droit aux universités Mohammed V de Rabat et Hassan II de Casablanca, où il enseigne le droit Constitutionnel, les institutions Politiques et les régimes politiques du tiers-monde (1979), il est de 1982 à 1990 directeur général de l'Organisation islamique pour l'éducation, les sciences et la culture (ISESCO) à Rabat. 
Membre de l’Académie royale jordanienne (1982), admis à l’Académie royale du Maroc (1982), il est élu en 1983 vice-président de la Commission internationale pour la conservation du patrimoine culturel islamique présidée par le prince Fayçal Ibn Fahd.  
Nommé membre de l’organisation jordanienne de charité de secours de développement et de la coopération arabe et islamique (avril 1990), conseiller de Hassan II (1992-1996), en janvier 1993, il est nommé premier membre honoraire de l’association des historiens marocains. Président honoraire de la Fondation Hassan II pour la recherche scientifique et médicale sur le Ramadan (avril 1993), membre honoraire de la Fondation marocaine pour la recherche médicale et Président honoraire de la Fédération marocaine de diabète (avril 1993), il est élu en octobre conseiller auprès du Secrétariat de l’union des historiens arabes. 
Membre actif de la Fondation de la Pensée arabe (Fikr al Arabi) (20 février 1994), il est nommé en août 1994 par Hassan II membre du conseil de l’université Al Akhawayn.

## Décorations et distinctions
- En 1990, il a reçu le grand prix du mérite du royaume du Maroc.
- En 2006, il a reçu une nouvelle fois le grand prix du mérite du royaume du Maroc par le roi Mohammed VI.

- Il fut membre de l'Académie du royaume du Maroc[4].

## Famille
- Sa fille a épousé Saâd Kettani, fils de Moulay Ali Kettani, dont la famille est actionnaire majoritaire de la banque Wafabank